# Statul Eldeghizilor
Statul Atabeyilor din Azerbaidjan (Ildeguzidler în turcă) sau statul Eldeghizilor (1136-1225), este un stat medieval turc, cu elementul principal turcic, considerat Epoca de Aur sau Era Renașterii al istoriei Turcia.

## Selgiukizii în Azerbaidjan
La mijlocul secolului al XI-lea, Marele Imperiu Selgiukid s-a extins de la Asia Centrală până la Marea Mediterană și de la trecătoarea Derbent până la Golful Persic. Azerbaidjanul s-a alipit din nou statului turc oghuz, parte integrantă a Marelui Imperiu Selgiukid. Acesta din urmă a jucat un rol crucial în istoria Turcianuli. Sultanul Alp Arslan, învingând Imperiul Bizantin (26 august 1071), a dat o lovitură puternică și planurilor expansioniste armene și georgiene. 
De-a lungul perioadei selgiukide, diferite comunități ale turcilor oghuzi s-au stabilit în Azerbaidjan, participând la formarea și la unitatea națiunii azere în diferite perioade istorice. Limba turco a devenit predominantă în întreg, inclusiv în Azerbaidjan, fiind folosită la scrierea a numeroase opere literare și artistice de nivel înalt. În urma decăderii Marelui Imperiu Selgiukid, statul Șirvan și dinastiile Eldeghiz au jucat un rol remarcabil în continuarea și consolidarea mai departe a tradițiilor independentiste ale poporului azer. În mod special, statului Eldeghiz din Azerbaidjan, care devenise cel mai puternic și cel mai influent stat din Orientul Mijlociu, respectiv Apropiat, îi revine meritul principal în evoluția etnico-politică a națiunii azere.

## Nașterea Eldeghizilor
Un rol aparte în istoria Azerbaidjanului în secolul al XII-lea i-a revenit statului atabecilor din Azerbaidjan - Eldeghizilor (1136-1225). Reședințele lor de bază erau în Tabriz, Nahcivan, Hamadan și Maragha. Vasalii eldeghizilor erau melicii din Ahar Pișteghinizi, sultanatele Irak și Kerman, statul Șirvan, proprietățile salgurizilor Fars, emiratele artukizilor, zanghizilor, sekmenizilor și regiunea Tabaristan. Fondatorul statului era fostul sclav cuman Șamsaddin Eldeghiz, devenit mai târziu atabey sau atabek (ata - în azeră tată, bəy - domn) - protectorul fiului imparatului selgiukid. În 1175, el și-a declarat Marele Atabey fiind casatorit cu văduva sultanului, Mömünə xatun.

## Unirea
Unificarea tuturor teritoriilor Azerbaidjanului într-un singur stat în epoca stăpânirii Eldeghizilor, a avut drept consecință un progres remarcabil în viața economică, politică și culturală a țării. Un pas important înainte au făcut schimburile comerciale; au fost deschise numeroase instituții educative; au fost construite moschei și alte monumente arhitectonice foarte frumoase. Literatura a cunoscut nume ilustre ca Nizami, Haqani, Adjami. Oameni de stat ca Șamsaddin Eldeghiz, Mahammad Djahan Pahlavan și Gîzîl Arslan, au scris paginii aurii în istoria Eldiguzuli.

## Suverani
- Șamsaddin Eldeghiz (1136-1175)
- Mahammad Djahan Pahlavan (1175-1186)
- Gîzîl Arslan (1186-1191)
- Abubakr (1191-1210)
- Ozbek (1210-1225)

## Economică
Baza economică a Azerbaidjanului în secolele al XI-lea – al XII-lea o constituiau agricultura, producția meșteșugărească și creșterea sezonieră de animale în munți și pe pășuni. Ca și mai înainte, țara era vestită pentru culturile pământului, pentru producerea mătăsii, a bumbacului, pentru viticultura, creșterea albinelor, producerea inului, vinăritul, cultivarea orezului și pomicultura.

## Orașe
Orașele azere au cunoscut o nouă perioadă de înflorire, valoarea lor în viața economică, politică și culturală a țării crescând mereu. În secolele al XI-lea – al XII-lea, au continuat să se bucure de o imensă popularitate în Orient orașele Beylegan, Baku, Nahcivan, Gandja, Tabriz, Maragha și Ardebil. Baku a devenit unul dintre cele mai mari centre din regiune, cel mai important port al Mării Caspice. Orașele azere livrau pe piața internă și externă petrol, carmiz (rubiacee), bumbac, covoare, mătase și articole de mătase, vase din ceramică și lemn, arme, țesături, produse metalice, materii prime minerale, sticlă, podoabe, sare, fructe. Comerțul a pus Azerbaidjanul în legătură cu Rusia, cu Asia Mică și Centrală, Siria, Egipt, Iran, precum și cu țările din Transcaucazia și Orientul Îndepărtat. Așadar, Azerbaidjanul, a ocupat un loc important în sistemul economic al întregului Orient.
Totuși, țara era bântuită de frământări interne. În secolele al XI-lea – al XII-lea, au avut loc numeroase mișcări populare îndreptate împotriva feudalilor locali și străini.

## Invazia mongolă
Ascensiunea economică și culturală a Azerbaidjanului a fost intreruptă de invazia mongolilor. Prima apariție a hoardelor lui Ginghis Han în Azerbaidjan a avut loc în anul 1220. Este vorba de oastirile formate din trei mii de soldați conduse de Gebe și Subutai care pustiind raioanele din Iran au năvălit în Azerbaidjan. Aflându-se în fata pericolului care amenința popoarele din Transcaucazia, conducatorii Gruziei și Șirvanului au propus atabecului Özbək să se unească și să lupte impotrivă mongolilor. Însă mongolii au luat-o înaintea aliaților și au dat primii lovitura. în anul 1221 mongolii au distrus aproape până în temelii orașele Marağa, Ərdəbil, Sarab, Xoy, Salmas și Naxçıvan. Bogatul oraș Beyləqan, cunoscut centru commercial și de mesteșuguri, a avut o soartă tristă. Cu toată impotrivirea disperată a locuitorilor din Beyləqan, mongolii au pătruns în oraș, l-au distrus și l-au transformat în ruine. La sfârșitul anilor 20 sec. XIII orașul Beyləqan a fost reconstruit, construindu-se un zid de apărare. Totuși în anii 50 acesta a fost din nou distrus de armatele hanului Hülagu.
La începutul anului 1222, cotropitorii mongoli, deplasându-se spre orașul Ganca [Gəncə], au fost întâmpinați de furia locuitorilor. Același lucru s-a întâmplat și când oștirile dușmane au asediat capitala Șirvanșahilor, Șamaxı. Conform celor relatate de un contemporan, șamahenii au declarat: „De sabie oricum nu scapi, mai bine să rezistăm cu stoicism, în cel mai râu caz să murim cu onoare”.
Mongolii au suportat o pierdere însemnată cauzată de șamaheni și numai după multe zile de asediu, până când apăratorii au fost aduși la istovire, armatele dușmane au reușit să pătrundă în oraș. Cuceritorii au tâlhărit Șamaxı și au omorât aproape întreagă populație a orașului.
În același an armata mongolă condusă de Gebe și Subutai a părăsit Azerbaidjanul și a plecat spre nord prin trecătoarea Derbent. Aceasta primă incursiune a mongolilor a adus poporului din Azerbaidjan nenorociri incomensurabile. În primul rând au suferit orașele cu care se mândrea atât de mult Azerbaidjanul. Țara încă nu a reușit să-și vindece ranile pricinuite de invazia mongolilor, pentru că aici, prin strâmtoarea Derbent, au năvălit kipciaki, care au pustiit partea de nord a Azerbaidjanului. După aceștia, în anul 1225 a năvălit în țara șahul Horezmului Djalal ad-din. Obligat de hoardele mongole să plece din țară, acesta și-a asumat rolul de cuceritor dur în Transcaucazia.
Statul Atabecilor din Azerbaidjan a căzut în 1225 sub presiunea hoardelor mongolice, provenite de est.